# Astra Giurgiu
FC Astra Giurgiu is een voormalige Roemeense voetbalclub uit Giurgiu. De club werd in 1934 opgericht in Ploiești, in september 2012 verhuisde de club naar de stad Giurgiu.
In het seizoen 1997/98 speelde de club voor het eerst in de tweede klasse en ze promoveerde meteen naar de hoogste klasse. De club speelde hier van 1998 tot 2003 in en sinds 2009 opnieuw.

## Competitie
De eerste drie seizoenen in de Liga 1 (1998/99-2000/01) eindigde de club op een tiende plaats. Na een twaalfde plaats in 2001/02 werd de club negende in 2002/03. In 2002 en 2003 bereikte de club ook de halve finale van de beker en verloor daar respectievelijk van Rapid Boekarest en Dinamo Boekarest.
Na het seizoen 2002/03 fuseerde de club met het pas gepromoveerde Petrolul Ploiești en werd zo FC Petrolul Astra Ploiești, maar de naam veranderde al snel in FC Petrolul Ploiești. Petrolul was de traditionele club van de stad en Astra de rijke club. Na twee seizoenen werd de fusie ongedaan gemaakt. Astra kocht de plaats van FC International Pitesti in de tweede klasse en degradeerde. In 2007 ruilde de club van plaats met CSM Ploiești en degradeerde ze naar de derde klasse.
Na twee promoties op rij speelde Astra vanaf 2009/10 opnieuw in de hoogste klasse. In het seizoen 2013/14 kende de club het beste seizoen uit haar bestaan tot dusver. Ze werd toen tweede in de Roemeense competitie en veroverde de Cupa României. In het seizoen 2014/15 bereikte Astra de groepsfase van de UEFA Europa League. In een poule met Red Bull Salzburg, Celtic en Dinamo Zagreb eindigde het als vierde dan wel laatste.
Op 19 oktober 2022 werd de club, na een 101-jarig bestaan, opgeheven.

## Erelijst
- Landskampioen

2016
- Roemeense beker

2014
- Roemeense Supercup

2014, 2016

## Eindklasseringen
| 6 |

| 12 |

| 3 |

| 14 |

| 8 |

| 1 |

| 10 |

| 10 |

| 10 |

| 12 |

| 9 |

|  |

|  |

| 10 |

| 5 |

| 1 |

| 2 |

| 14 |

| 11 |

| 12 |

| 4 |

| 2 |

| 4 |

| 1 |

| 6 |

| 5 |

| 5 |

| 3 |

| 15 |

| 20 |

| Liga 1 | Liga 2 | Liga III |

Tot 2006/07 stond de Liga 1 bekend als de Divizia A. De Liga 2 als Divizia B en de Liga III als Divizia C.

## In Europa
Astra Giurgiu speelt sinds 2013 in diverse Europese competities. Hieronder staan de competities en in welke seizoenen de club deelnam:
- Champions League (1x)

2016/17
- Europa League (5x)

2013/14, 2014/15, 2015/16, 2016/17, 2017/18

## Bekende spelers
- Kehinde Fatai
- Vlatko Lazic